# Kamienica przy ulicy Gliwickiej 146 w Katowicach
Kamienica przy ulicy Gliwickiej 146 w Katowicach – kamienica położona przy ulicy Gliwickiej 146 w Katowicach, na terenie dzielnicy Załęże. Powstała w 1892 roku w stylu historyzmu, a charakterystycznym elementem budynku jest znajdujący się na jej ścianie mural przedstawiający Johna Baildona.

## Historia

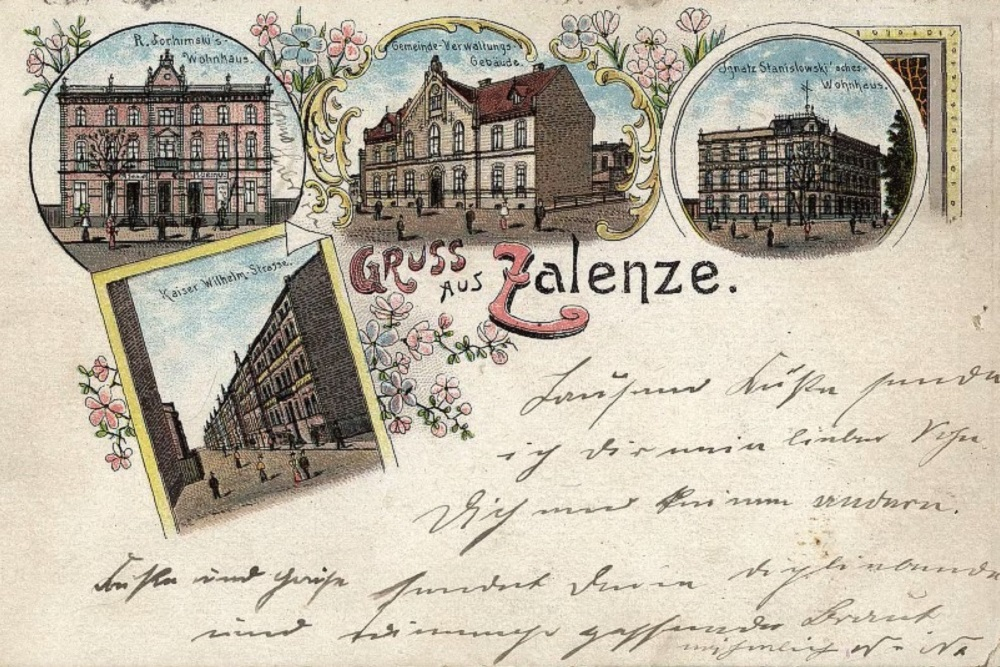
Pocztówka z około 1901 roku; u góry po lewej przedstawiona jest kamienica R. Jochymskiego

Kamienicę wzniesiono pod koniec XIX wieku, w 1892 roku. Pierwotnie był to dom należący do R. Jochymskiego.
W 2015 roku na wschodniej ścianie kamienicy powstał mural autorstwa Mika Škapy prezentujący złomowisko, stanowiące komentarz do konsumpcyjnego i materialistycznego podejścia do życia. W 2021 roku również na wschodniej ścianie kamienicy Cam Camej uwiecznił Johna Baildona – twórcę nowoczesnego przemysłu na Górnym Śląsku – w formie muralu z okazji 250. rocznicy jego urodzin. Dzieło powstało w sąsiedztwie huty „Baildon” z inicjatywy PTTK Baildon, Organizacji Międzyzakładowej NSZZ „Solidarność” Baildon oraz Rady Jednostki Pomocniczej nr 7 Załęże. Mural przedstawiający Johna Baildona został oficjalnie odsłonięty 26 czerwca 2021 roku.
W 2016 roku ze ściany kamienicy usunięto nielegalne graffiti, a pod koniec tego samego roku wyremontowano schody wejściowe do budynku.
Kamienica według stanu z września 2016 roku jest własnością miasta Katowice, a zarządza nią Komunalny Zakład Gospodarki Mieszkaniowej w Katowicach. W systemie REGON w połowie lipca 2023 roku były zarejestrowane dwa aktywne podmioty gospodarcze z siedzibą przy ulicy Gliwickiej 146. Był to sklep mięsny oraz pracownia artystyczna.

## Charakterystyka
Kamienica położona jest przy ulicy Gliwickiej 146 w Katowicach, na terenie dzielnicy Załęże, w sąsiedztwie ruchliwego skrzyżowania ulic F. Bocheńskiego i Gliwickiej.
Jest to budynek wzniesiony z cegły, na podmurówce kamiennej, zwieńczony dachem dwuspadowym. Powierzchnia zabudowy kamienicy wynosi 256 m². Liczy ona 3 kondygnacje nadziemne i 1 podziemną.
Budynek architektonicznie prezentuje cechy historyzmu. Środkowa oś elewacji kamienicy wysunięta jest w formie ryzalitu zwieńczonego ozdobnym szczytem, a cała fasada zwieńczona jest ścianą kolankową. Artykulacje osi wykonane są ze sztucznego kamienia. Kamienica posiada też ozdobne obramienia okien. W budynku zachowały się oryginalne drzwi bramy wejściowej.
Kamienica objęta jest ochroną poprzez wpis do gminnej ewidencji zabytków miasta Katowice.

## Galeria

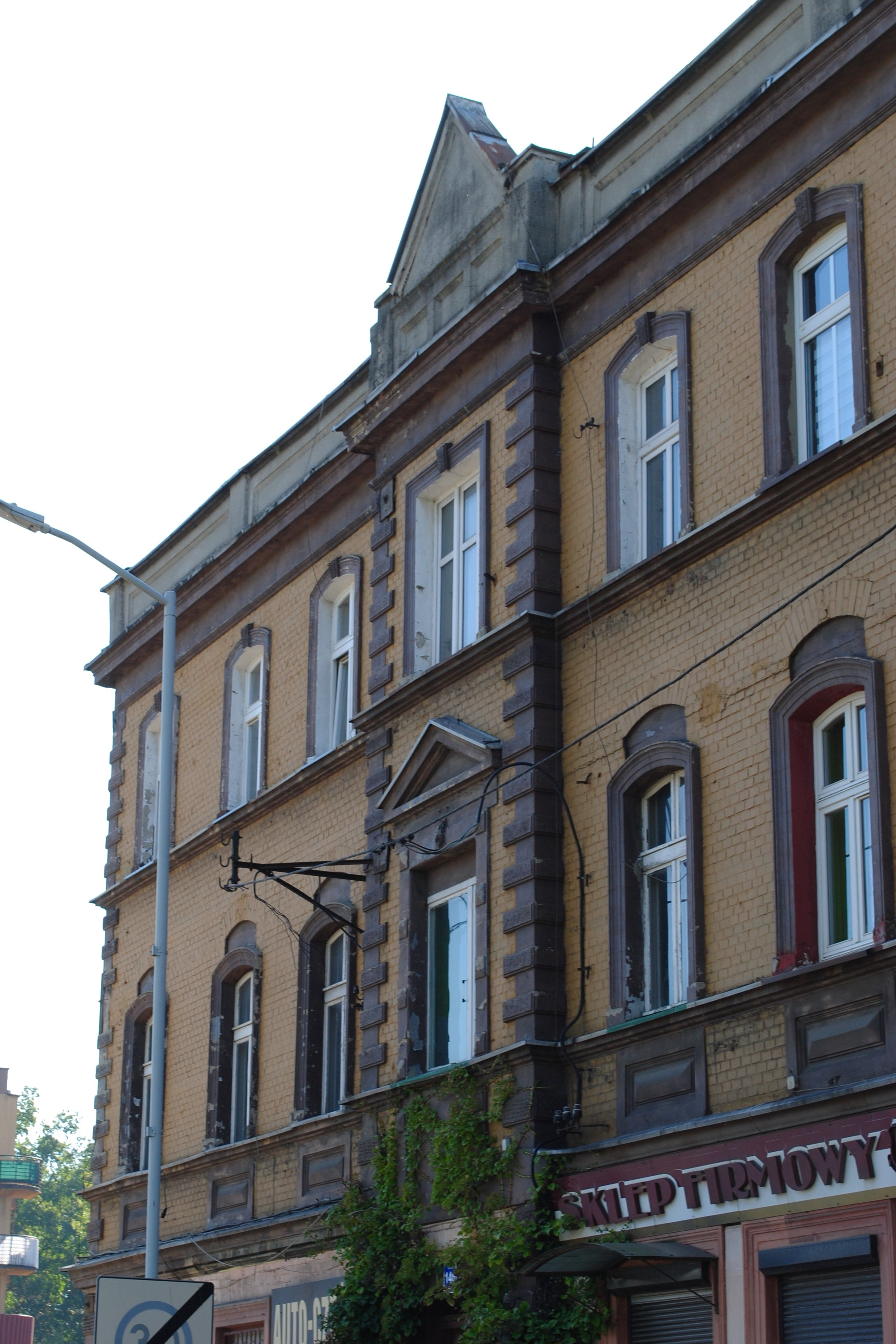
Fragment fasady z widocznym ryzalitem w centralnej osi (2024)
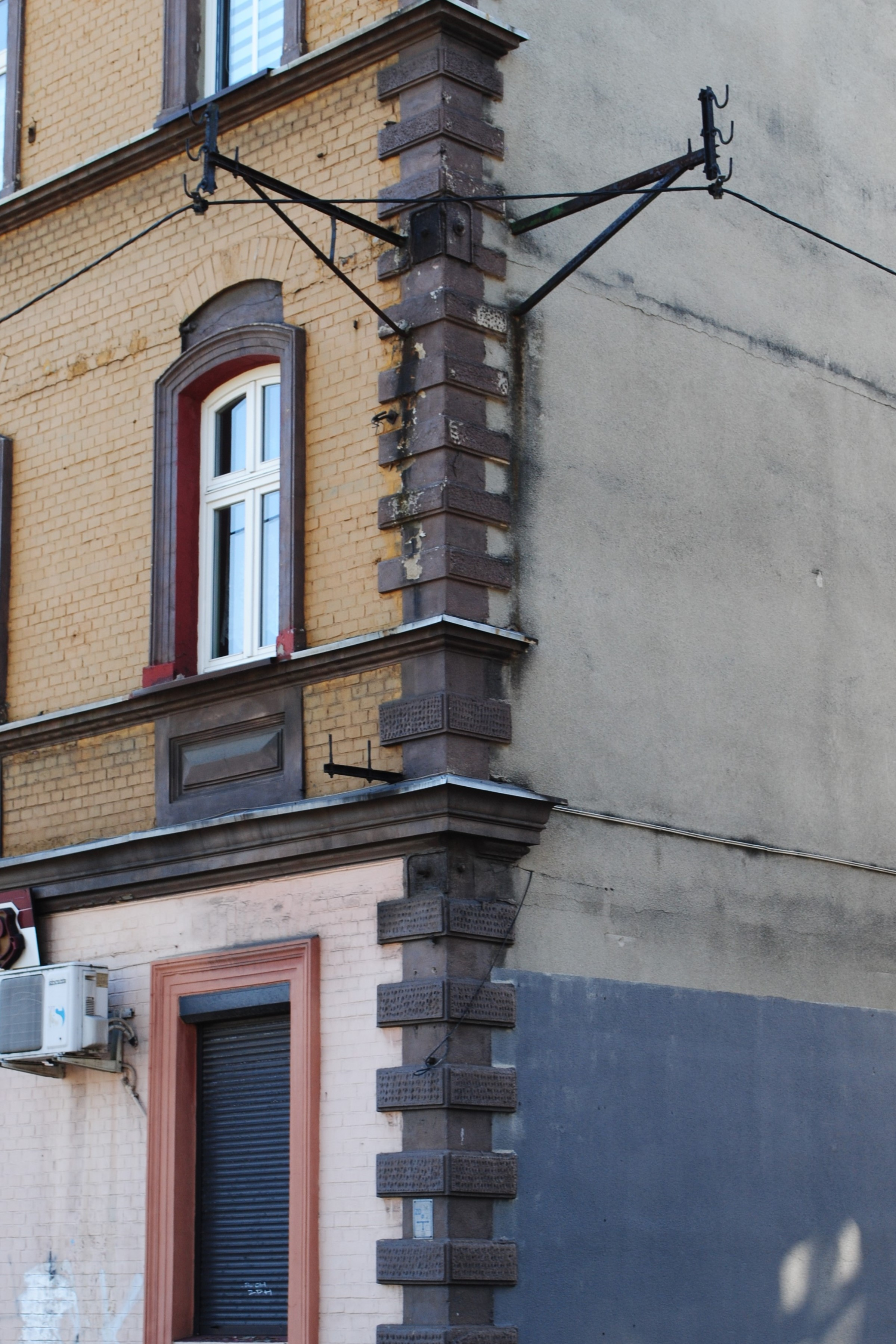
Detal na krańcach fasady (2024)
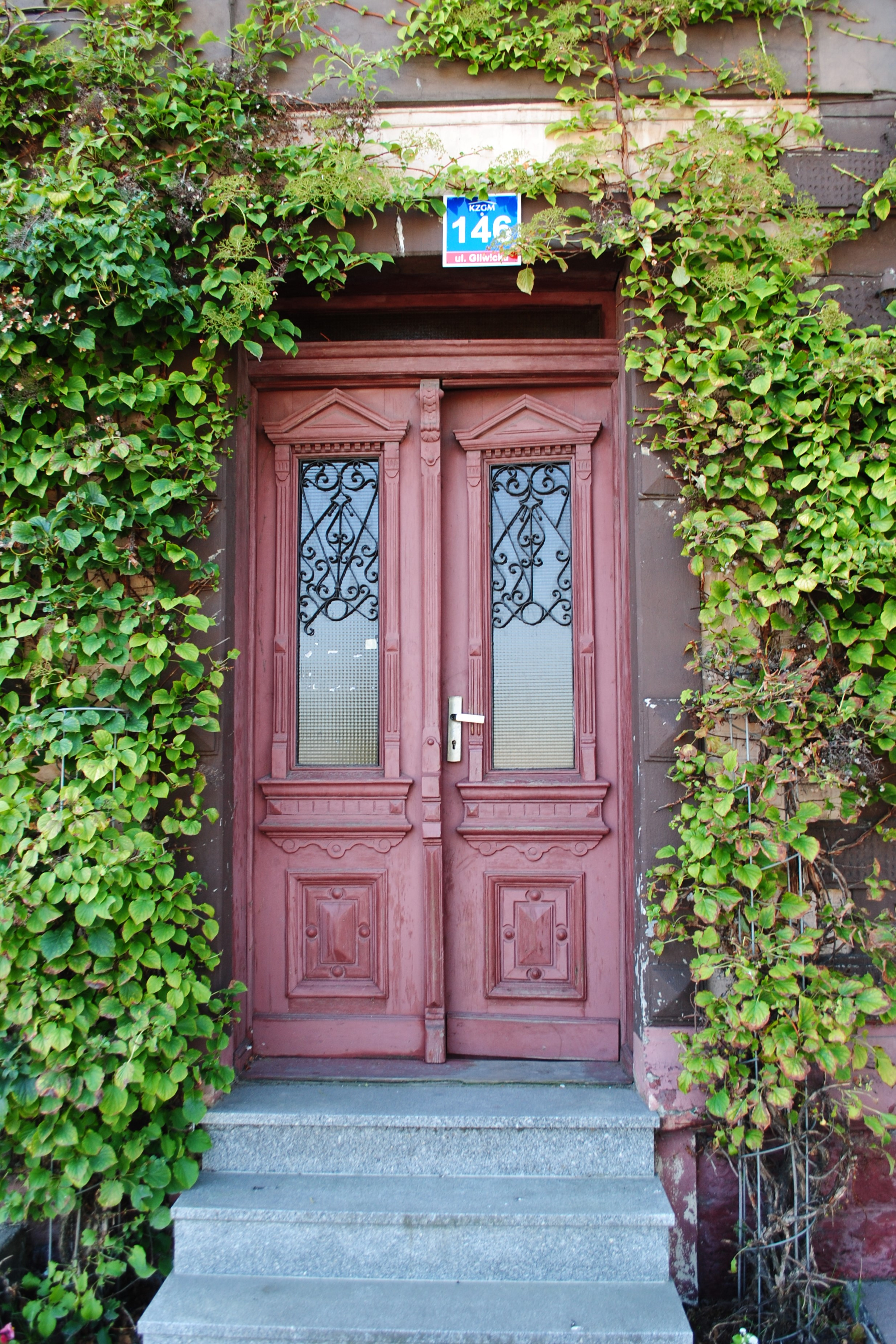
Drzwi wejściowe do kamienicy (2024)
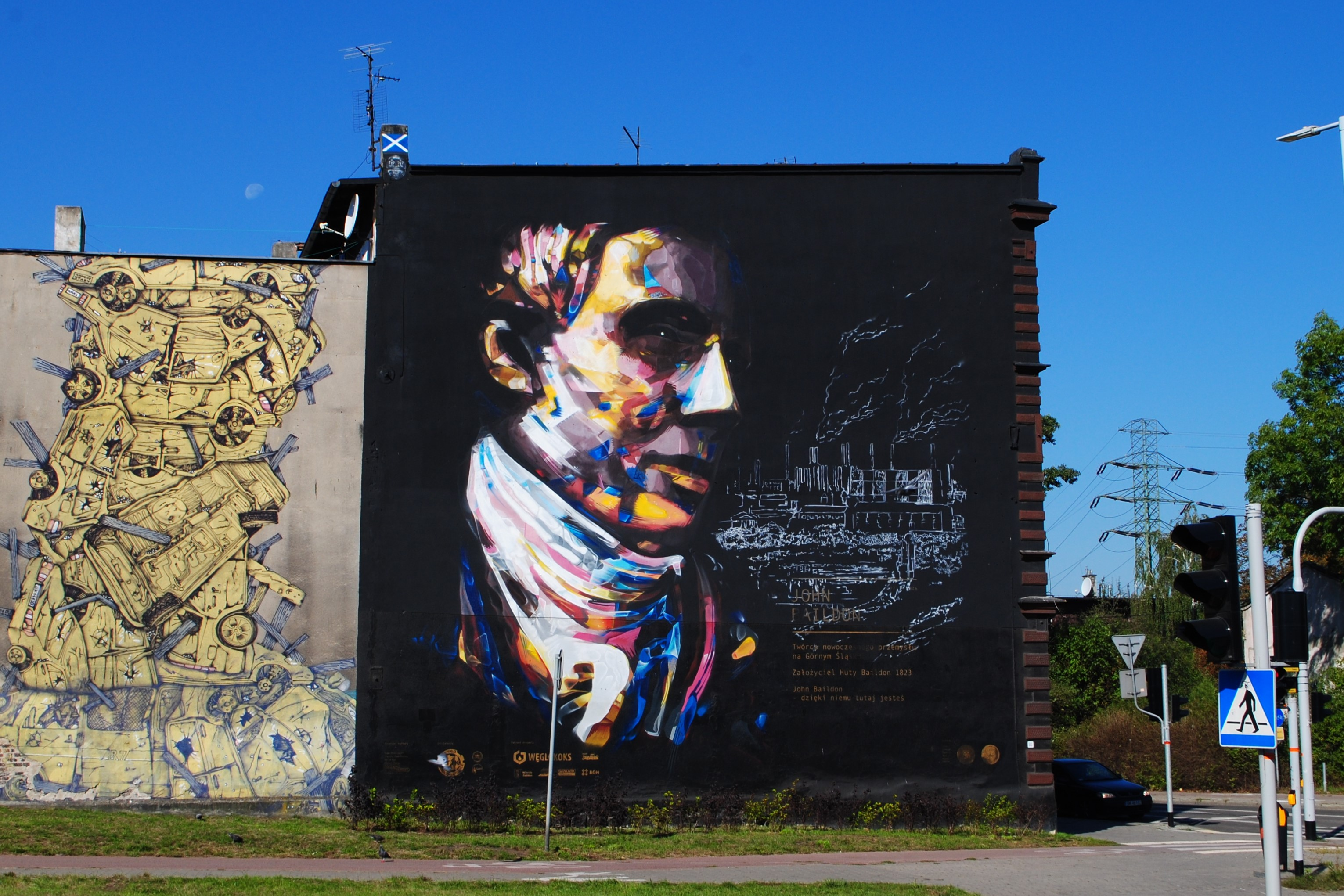
Mural przedstawiający Johna Baildona na ścianie (2024)
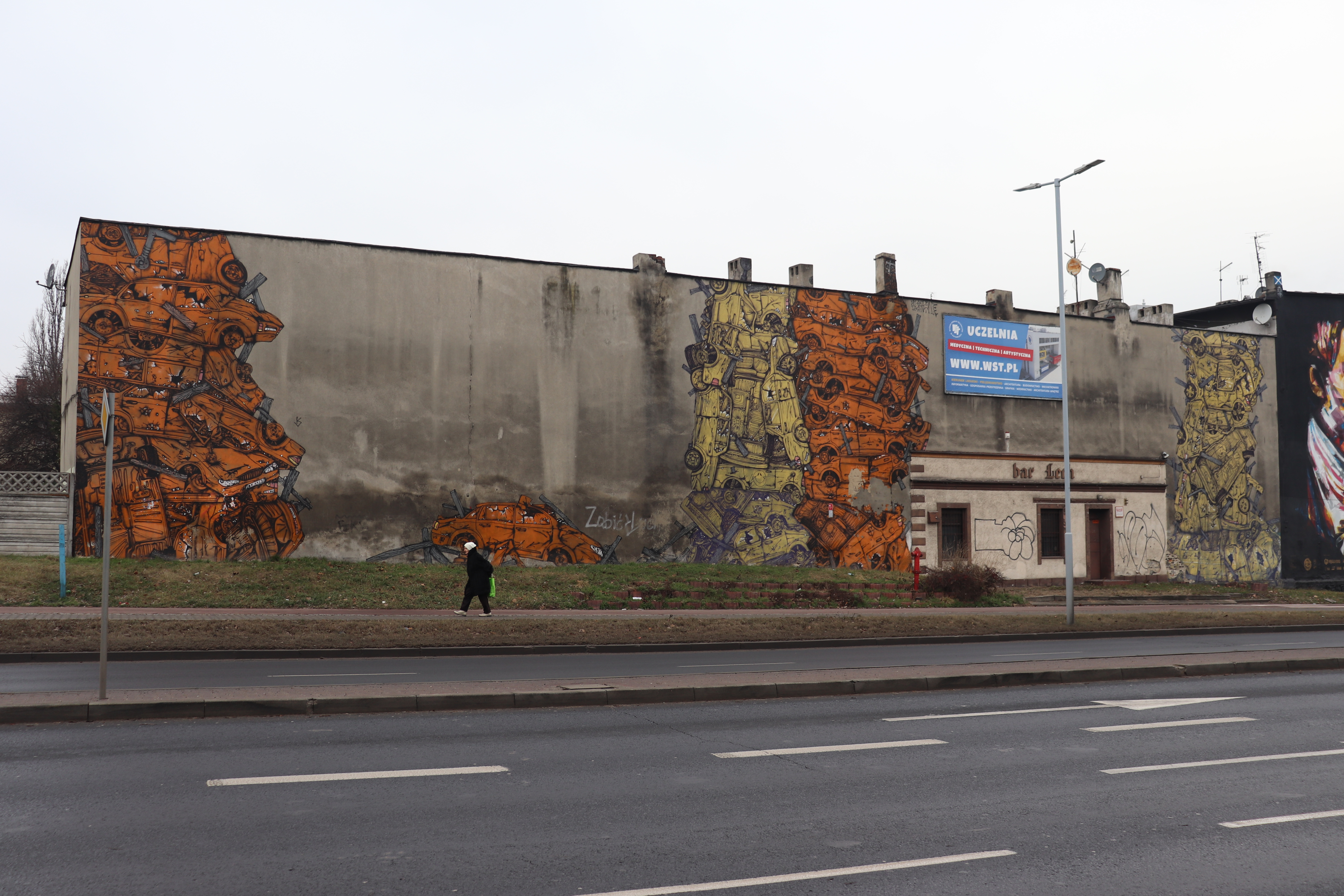
Mural „Na złom” Mika Škapy na wschodniej ścianie (2022)